# Michael Hicks Beach (1er comte St Aldwyn)
Pour les articles homonymes, voir Hicks et Beach.
Michael Edward Hicks Beach, 1er comte Saint Aldwyn, né le 23 octobre 1837 et mort le 30 avril 1916, baronnet de 1854 à 1906 puis vicomte de Saint Aldwyn de 1906 à 1915, est un homme politique britannique conservateur.

## Biographie
Connu sous le nom de "Black Michael", il est Chancelier de l'Échiquier de 1885 à 1886 et de nouveau de 1895 à 1902. Il dirige le parti conservateur à la Chambre des communes de 1885 à 1886. Du fait de la longueur de sa carrière, il est « Père de la Chambre » de 1901 à 1906.

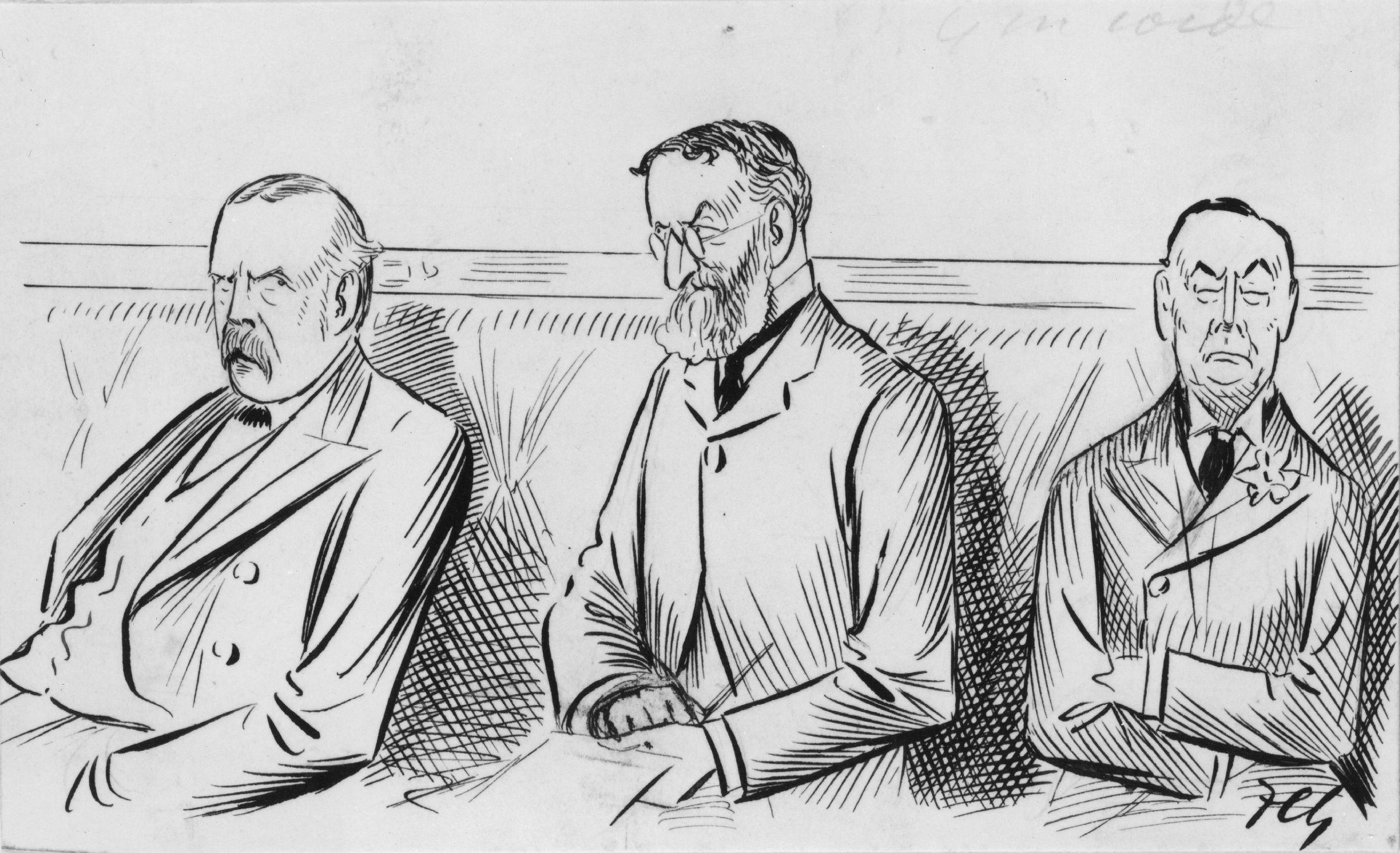
Michael Hicks Beach (au centre) avec Arthur Balfour (à gauche) et Joseph Chamberlain (à droite), par Sir Francis Carruthers Gould.

Né à Londres, Hicks Beach est le fils de Michael Hicks Beach, 8e baronnet, de Beverston, et de sa femme Harriett Vittoria, seconde fille de John Stratton. Il fait ses études à Eton et à Oxford.

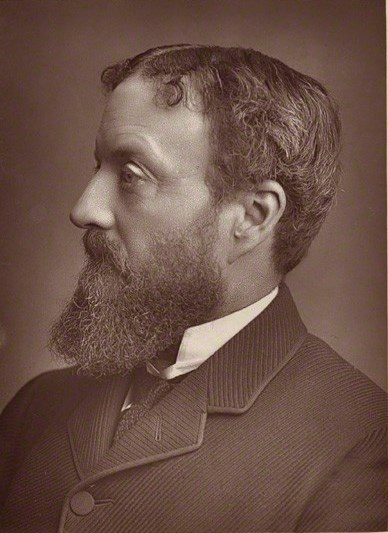

Il est député de la Chambre des Communes pour la circonscription de Gloucestershire East de 1864 à 1885 puis de 1885 à 1906 pour la circonscription de Bristol West.

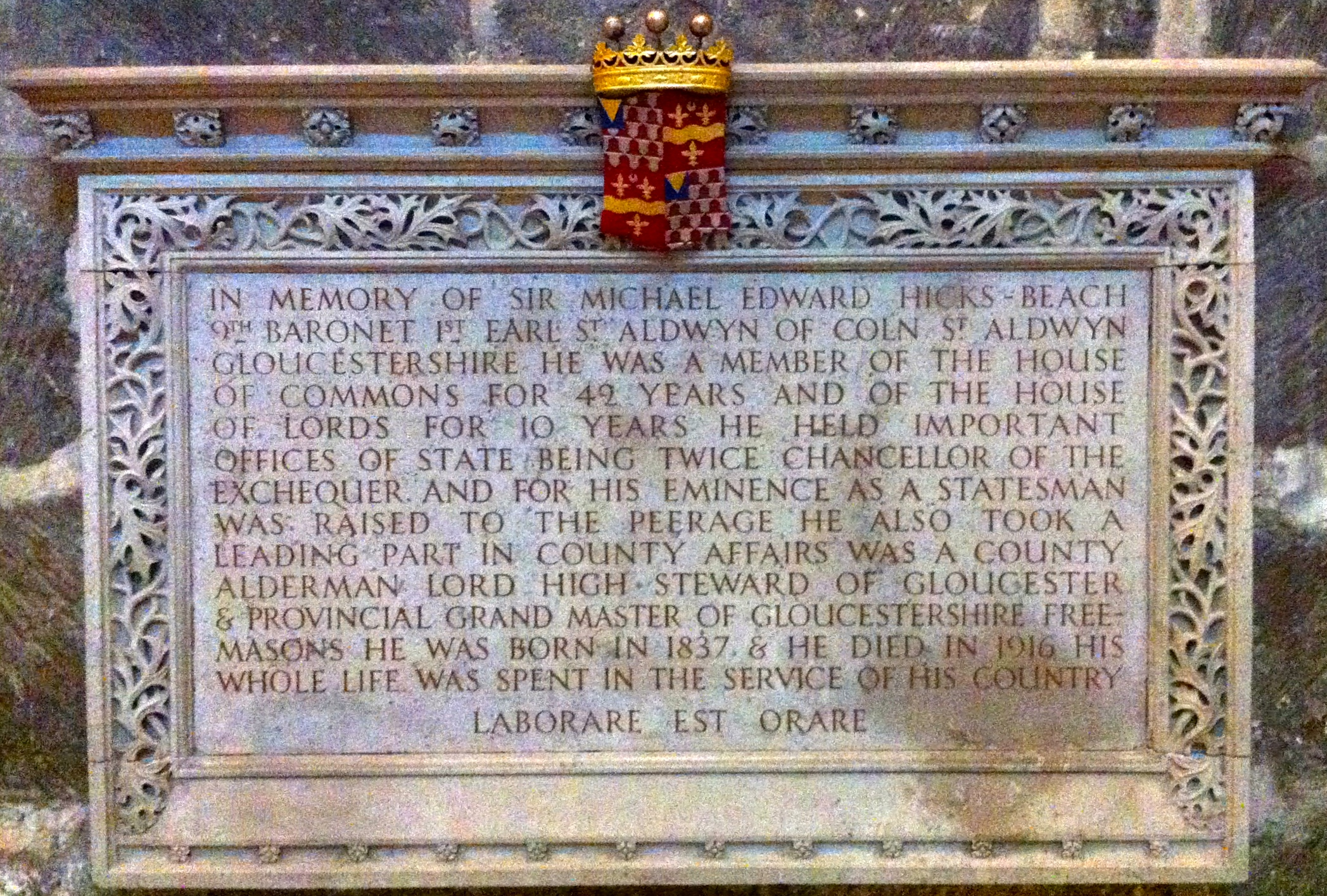
Memorial de Sir Michael Edward Hicks Beach à Gloucester Cathedral

Il est président de la Chambre de commerce de 1888 à 1892.
Son petit-fils Michael Hicks Beach (2e comte St Aldwyn) lui succède.